# Peder Tang
Peder Tang (født 5. december 1797, død 16. februar 1876) var sognepræst i Rind og Herning fra 1827 til 1841 og i Velling fra 1841 til 1852. Peder Tang var kortvarig medejer af Nørre Vosborg fra 1824-1826 sammen med sine to brødre Christian Noe Tang og Andreas Evald Meinert Tang. Peder Tang blev gift med Anne Christine Harpøth d. 17. juni 1828.